# Vali (mitología hinduista)

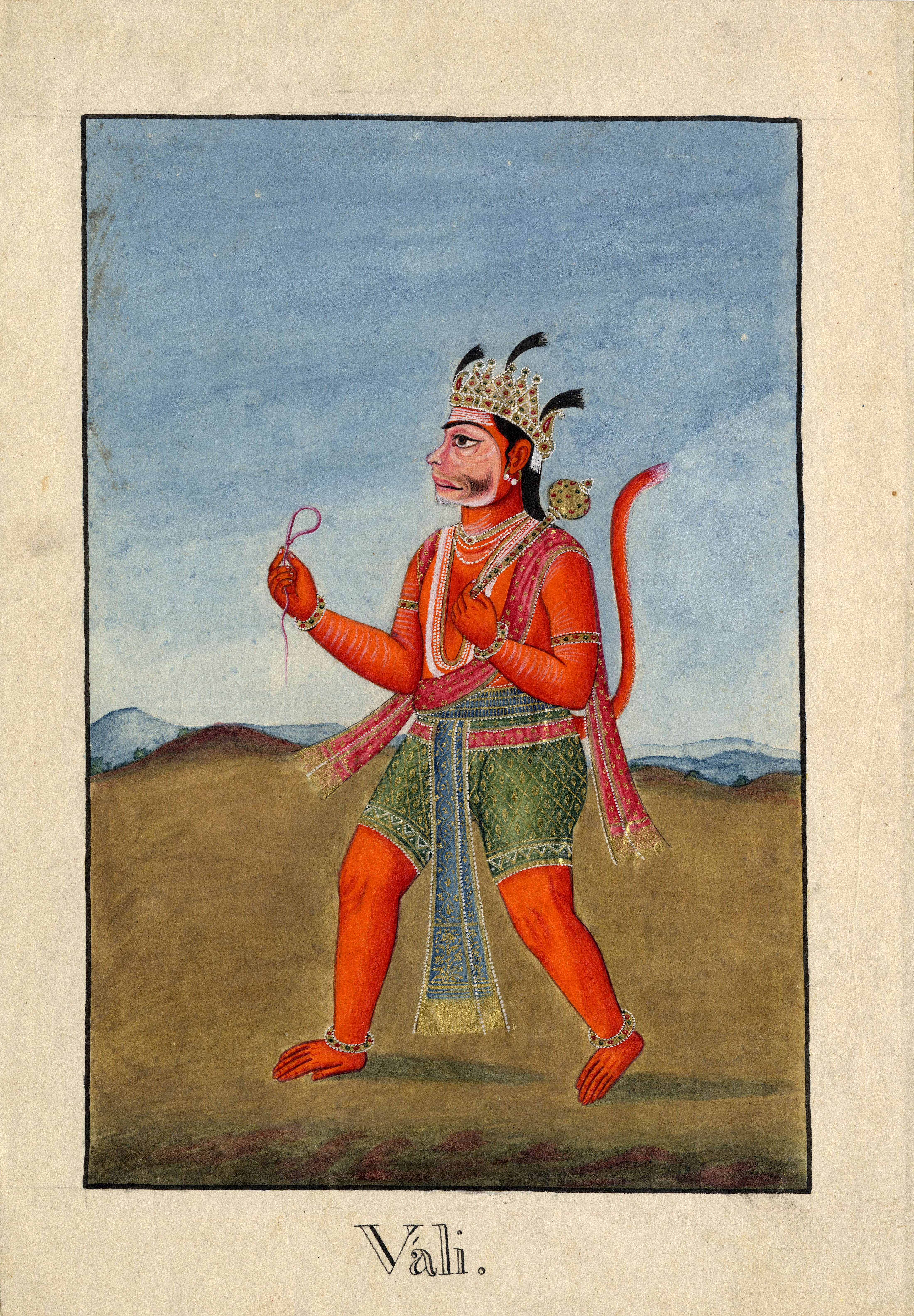
Vali, el rey mono asesinado por Rāma.

En el marco de la mitología hinduista, Vali ―también conocido como Valin― era un vanara (hombre mono hablante en sánscrito), rey de Kiskindha, hijo del dios Indra y hermano mayor del vanara Sugriva. El rey Rama ―un avatar del dios Visnú― lo asesinó cobardemente por la espalda.

## Nombre sánscrito
- vālin, en el sistema AITS (alfabeto internacional para la transliteración del sánscrito).[1]
- वालिन्, en escritura devanagari del sánscrito.[1]
- बालि (/váli/), en hindí
- Subali, en idioma indonesio
- Balya, en malayo
- Bari, en tailandés septentrional
- Phali, en tailandés
- Palichan, en idioma lao
- Pronunciación:
  - /váli/ en sánscrito[1] o bien
  - /báli/ en varios idiomas modernos de la India (como el bengalí, el hindí, el maratí o el palí).
- Etimología: ‘con [mucho] pelo’, ‘con [mucho] vello’, ‘con cola’.
  - El sustantivo vāli puede estar relacionado con vali (sin acento), que significa ‘arrugado, marchito’[1]
    - vali-mat: ‘que tiene arrugas’.
    - vali-mukha: ‘rostro marchito’, simio.
    - valina-linga: ‘pene fláccido’.

वालि (vāli) es el nominativo singular del sustantivo वालिन् (vālin).

## Historia de su leyenda
El mito de Vali ―al igual que el del dios rey Rama, en el que está incluido― no se menciona en el Rig-veda (el texto más antiguo de la India, de mediados del II milenio a. C.).
Las primeras menciones se encuentran tanto en el Majábharata como en el Ramaiana
(ambos textos épico-religiosos del siglo III a. C.).